# Auguste Salzmann
Pour les articles homonymes, voir Salzmann.
Auguste Salzmann, né le 14 avril 1824 à Ribeauvillé (Alsace) et mort le 24 février 1872 à Paris, est un peintre et photographe français, qui se consacra principalement à l'archéologie et au Proche-Orient.

## Biographie

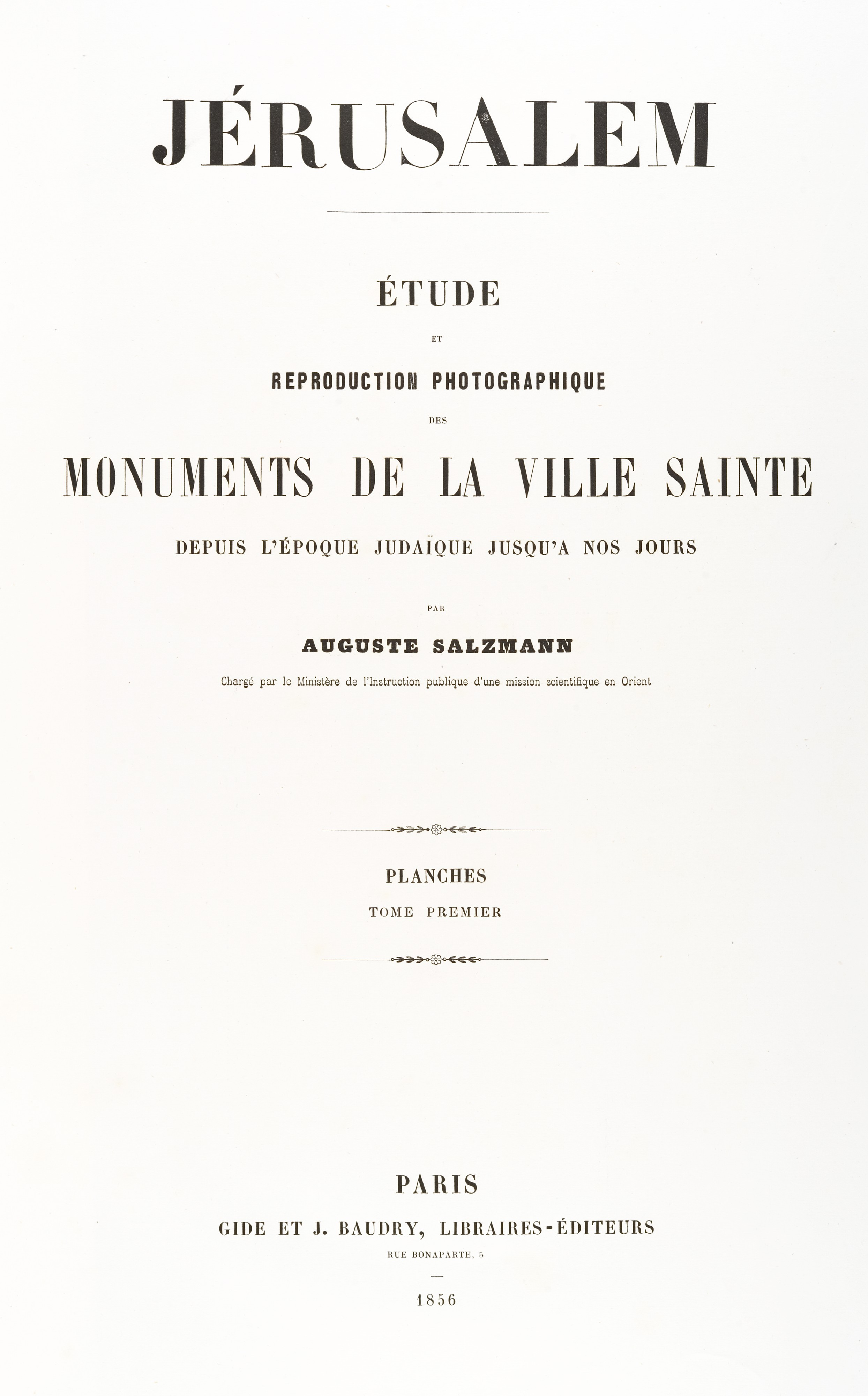
Le recueil Jerusalem, Monuments de la ville sainte, 1856

Issu d'une riche famille d'industriels alsaciens, il commence sa carrière comme peintre, encadré par Henri-Gustave Saltzmann, et il vient exposer leurs œuvres au Salon de Paris en 1847, 1849 et 1850.
Outre les dessins de paysages et de scènes religieuses, il se consacre également à l'archéologie et la photographie. Dès son jeune âge, il développe un vif intérêt pour le Moyen-Orient, se rend en Italie et en Algérie avec son ami Eugène Fromentin, et visite l'Égypte en même temps qu'Auguste Mariette y fait de grandes découvertes (1850).
En 1853, une mission lui est confiée, à sa demande, par le ministère de l'Instruction publique pour étudier les restes du passage des Hospitaliers de Saint-Jean sur l'île de Rhodes. Toutefois il ne part pas à Rhodes, et décide finalement de se rendre en Palestine, en raison de l'intérêt qu'il porte aux controverses soulevées en Europe sur les résultats de Félicien Saulcy autour de la datation des remparts de Jérusalem. Il y prend 200 calotypes, utilisés pour appuyer les allégations de Saulcy en ce qui concerne l'âge de nombreux bâtiments existants dans la ville. Ces images sont souvent considérées comme la première application de la photographie dans les travaux archéologiques. Mais il doit interrompre son voyage pour cause de maladie.
Ses photographies sont publiées dans un album en 1856, qui ne connaît qu'un succès mitigé.
On lui doit également des travaux photographiques sur la nécropole de Camiros à Rhodes en 1859, et de nouveaux calotypes de Jérusalem en 1863, où il retourne avec Saulcy.

## Publications
- Auguste Salzmann, Jérusalem : études et reproductions photographiques de la Ville Sainte depuis l'époque judaïque jusqu'à nos jours, Gide et J. Baudry Éditeurs, Paris, 1856, lire en ligne sur Gallica.

## Expositions
- 9 décembre - 14 janvier 1979 : The painter as photographer : David Octavius Hill, Auguste Salzmann, Charles Nègre. Works from the National Gallery of Canada, Galerie d'art de Vancouver.

## Galerie

Photographies par Auguste Salzmann
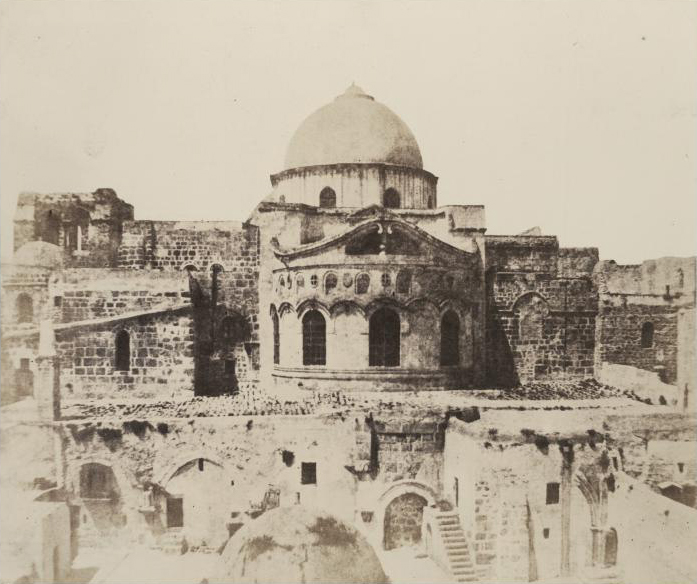
Saint Sépulcre, abside (Jérusalem)
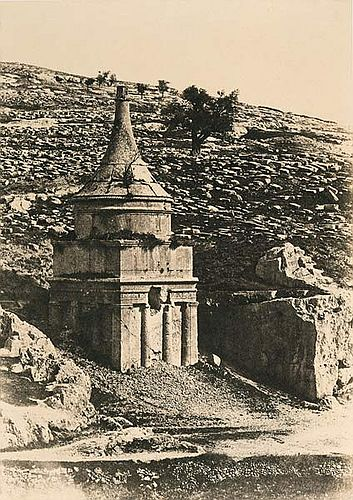
Tombeau d'Absalon (Jérusalem)
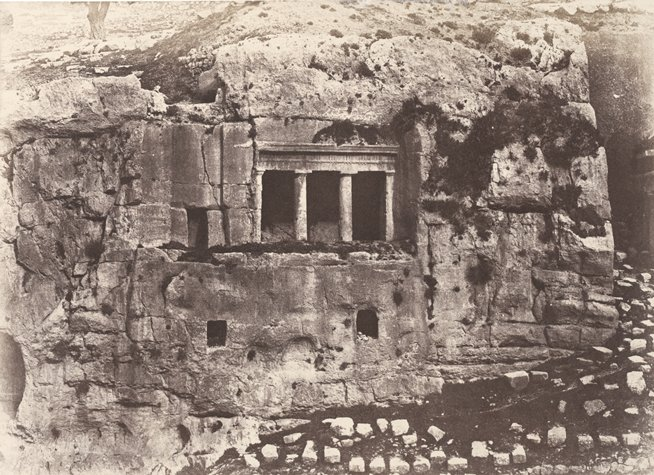
Tombeau de Saint-Jacques, vallée de Josaphat
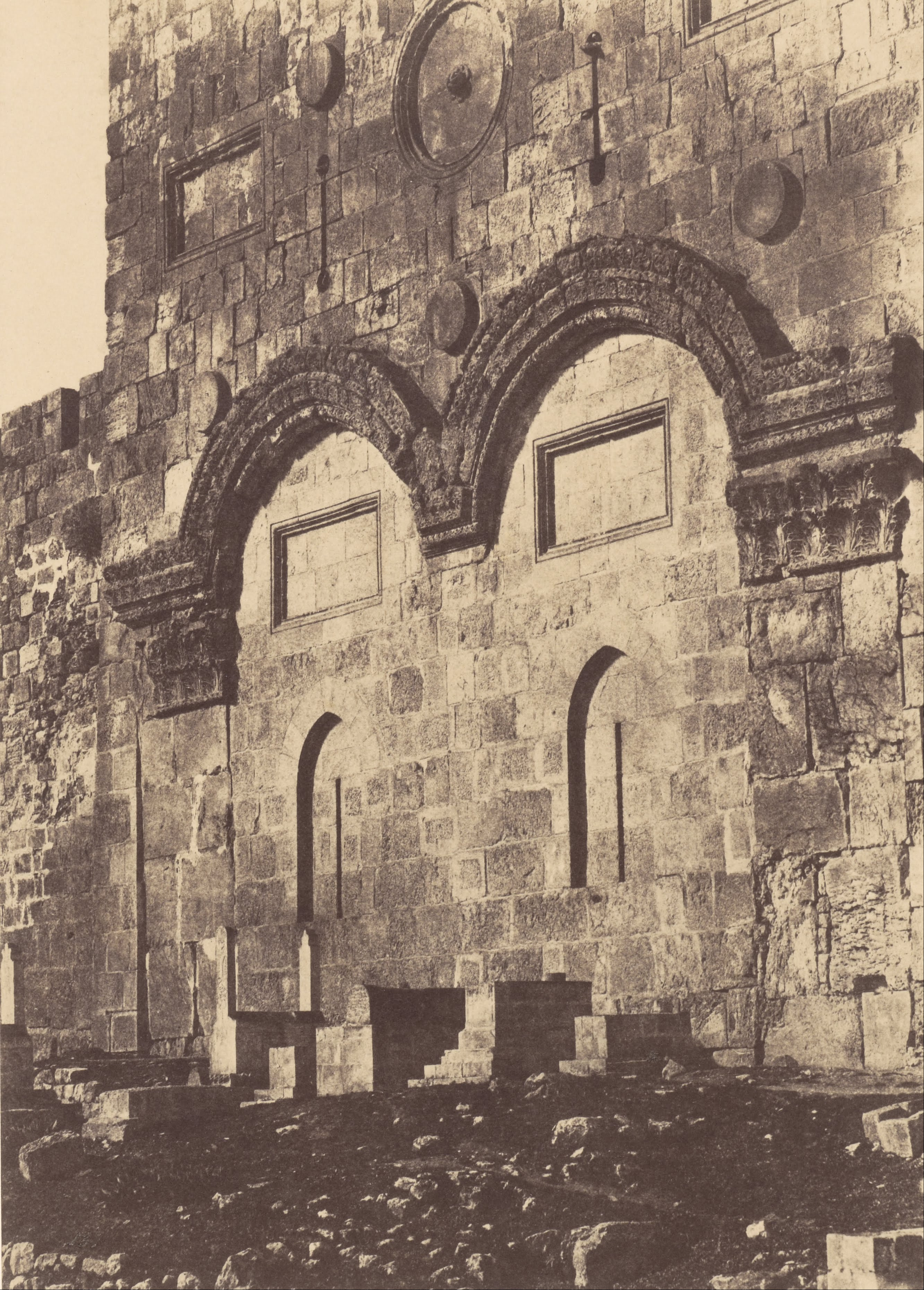
Porte Dorée (Jérusalem)
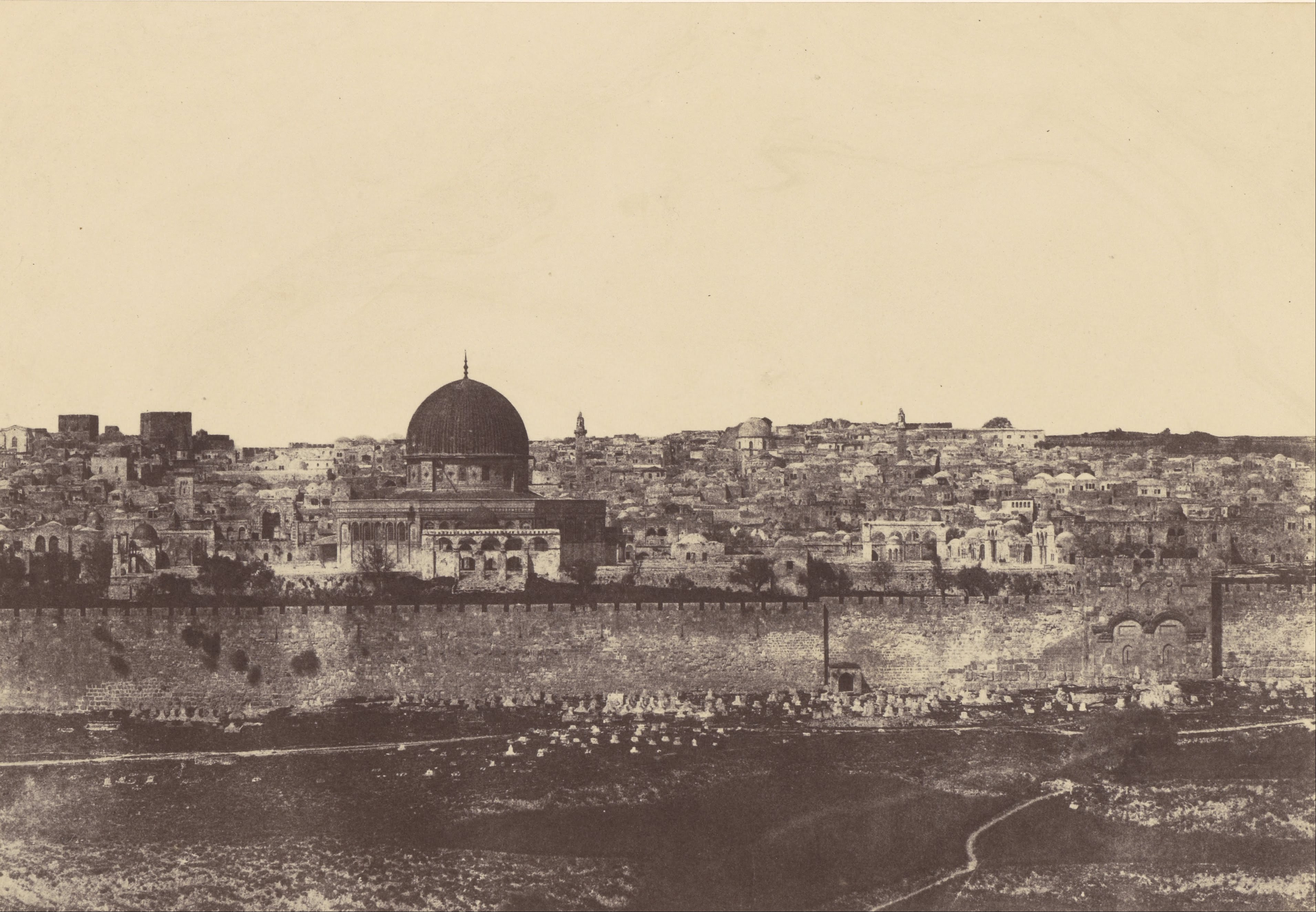
Enceinte du Temple de Jérusalem en 1854
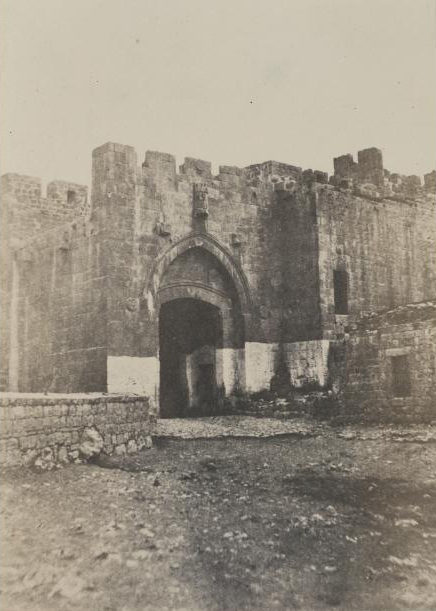
Porte de Jaffa, intérieur (Jérusalem)
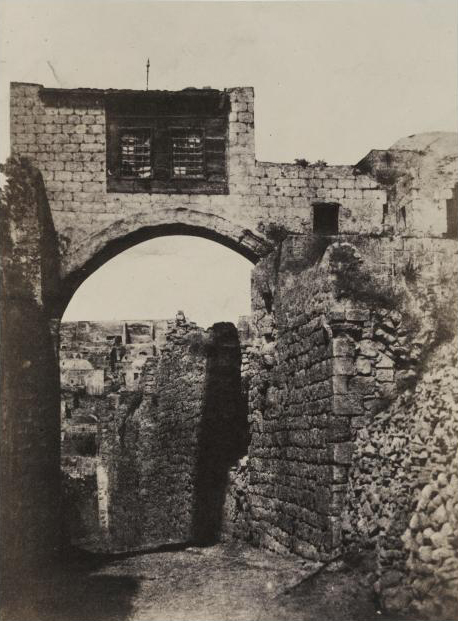
Arc de l'Ecce Homo (Jérusalem)
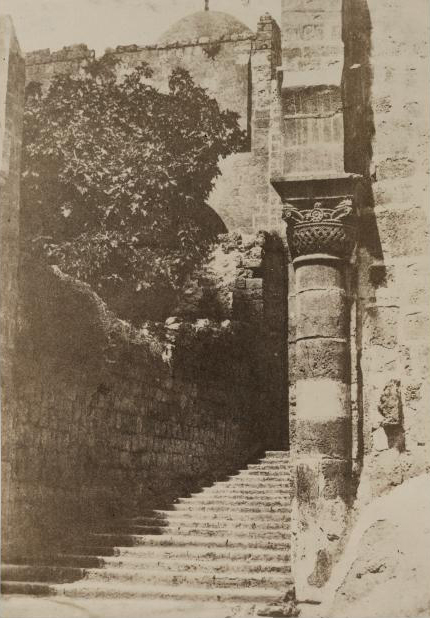
Colonne du parvis, Saint Sépulcre (Jérusalem)
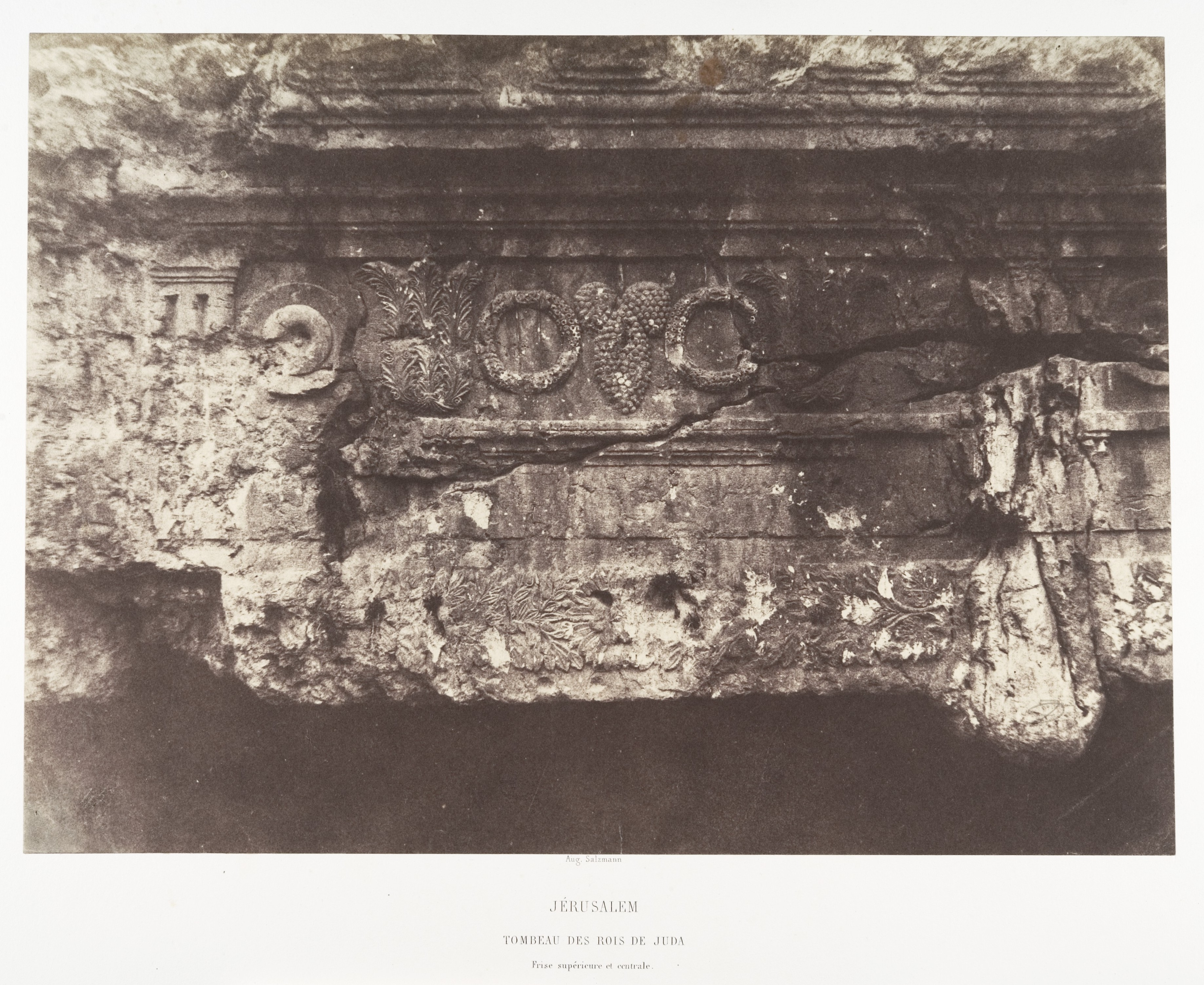
Frise supérieure au tombeau des rois de Juda, 1854